# Izoterma
Izotêrma  (iz grščine: ισος enak in θερμη toplota) je črta na zemljevidu ali faznem diagramu p(V), ki povezuje točke z isto temperaturo.
Uporabljajo jih na meteoroloških vremenskih kartah in so pomemben element za vremenske napovedi.
V p(V) diagramu prikazujejo razmerje med pritiskom in prostornino plina (pri konstantni temperaturi).